# Калан (мудрец)
Калан, также Каран, Каланас (др.-греч. Κάλανος, IV век до н. э.) — индийский философ-гимнософист.
Согласно античной традиции, во время Индийского похода Александра Македонского в Таксиле македоняне встретились с индийскими мудрецами-гимнософистами. В историографии существует несколько версий относительно их религиозной принадлежности. Речь шла либо о джайнах-дигамбарах, либо о буддистах, либо об индуистах. Вид неподвижных нагих мудрецов привлёк внимание македонян. Александр отправил к ним своего придворного философа Онесикрита, чтобы узнать об особенностях их жизни и учения. В изложении Страбона, Калан указал послу Александра на роскошь и пресыщенность людей с запада, после чего предложил раздеться и начать философский диспут.
Александр захотел, чтобы кто-то из индийских мудрецов присоединился к его свите. По одной версии, его желание было обусловлено интересом к философии. По другой, македонский царь нуждался в ком-то, кто мог бы стать посредником между македонянами и местными жителями из различных сословий. Правитель области Таксил, который признал сюзеренитет македонян, уговорил Калана присоединиться к войску Александра.
Через несколько лет, когда Калан заболел, он решил покончить жизнь самоубийством и совершить самосожжение. Согласно античным историкам, он решил уйти из жизни, чтобы не дожидаться смерти от немощи и болезней. Пышная церемония самосожжения привлекла внимание и запомнилась македонянам, что нашло отображение во многих античных источниках.

## Биография
Предположительно, Калан родился в 397 году до н. э. Первые упоминания Калана в античных источниках связаны с индийским походом Александра Македонского. Он принадлежал к жившим уединённо в Таксиле индийским философам-гимнософистам. Согласно Плутарху, своим прозвищем «Калан» (Κάλανος), или в изложении Диодора Сицилийского «Каран» (Κάρανος), обязан произношению греческого приветствия χαίρε как κάλε. Согласно тому же автору, настоящее имя Калана было «Сфин». По предположению В. Хеккеля, «Калан» могло быть грецизмом индийского приветствия kalyāṇa.
В историографии существуют различные мнения относительно того, к какому из направлений индийской философии и религии принадлежали гимнософисты и их представитель Калан. Согласно одной из версий, речь шла о джайнах-дигамбарах. Другие исследователи опровергают данное предположение на основании нескольких аргументов. Членовредительство и самосожжение, к которому прибег Калан в конце жизни, запрещены согласно кодексу поведения джайнов «Салехана». Также джайнизм не был распространён в Таксиле в IV веке до н. э. По мнению учёных, которые исследовали данный вопрос, Калан мог исповедовать одно из многочисленных направлений индуизма, возможно даже быть брахманом, либо буддизма.
Неарх в изложении Страбона писал, что «индийские софисты» делятся на брахманов, которые сопровождают царей и помогают им в государственных делах и «остальных», которые вместе с жёнами изучают физические явления. Калан принадлежал ко второй группе. Сходное разделение приводит и Мегасфеном, который делил индийских аскетов на брахманов (жрецов, связанных с кастовой системой) и странствующих монахов-шраманов (бродячих монахов и йогинов, отвергавших авторитет вед и кастовые ограничения). Калан, согласно этой классификации, принадлежал к шраманам, которые стремились к духовному освобождению и размышляли о природе реальности. Еще одним важным признаком принадлежности Каланоса к буддизму является тот факт, что он обучал женщин, что категорически не допускалось в брахманской традиции. В отличие от брахманов, которые передавали знания только по наследству среди мужчин из высших каст, буддизм с момента его основания Буддой Шакьямуни принимал в свои ряды женщин.
Калан был одним из индийских мудрецов, поразивших македонян своим образом жизни во время Индийского похода Александра Македонского, когда тот находился в Таксиле. Как писали Плутарх и Страбон, Калан надменно велел явившемуся Онесикриту снять одежду и вести беседу нагим. В изложении Страбона, Онесикрит сказал Калану, что его послал царь Александр, чтобы поучиться мудрости, а затем пересказать царю учение гимнософистов. На это Калан ответил, что пресыщенность и роскошь сделали человека высокомерным и обрекли на жизнь в труде. Лишь в умеренности возможно получить изобилие благ. Соответственно, Онесикрит должен раздеться и лечь рядом с Каланом на камни, чтобы тот поделился с ним мудростью. Другой гимнософист Дандамид попрекнул Калана, что тот и сам становится высокомерным в своей надменности, после чего позвал Онесикрита. Согласно Афинею Механику, Калан высказался с осуждением многословия греческих философов: «Мы не похожи на греческих философов, у которых в обычае тратить много слов на вещи неважные. Мы же, и о важнейших делах обыкновенно говорим очень мало, чтобы всем легко было запомнить».
Александр Македонский захотел, чтобы к его свите присоединился кто-то из индийских философов гимнософистов. Наиболее уважаемый гимнософист Таксилы Дандамид отказался выполнить просьбу македонского царя. Он также сказал, что не отпустит никого из своих учеников. Философ подчеркнул, что ему ничего не нужно из того, что может дать Александр, так как всё необходимое он получает от индийской земли, а македонян он не боится, так как они не в силах отнять у него что-либо кроме жизни. В понимании гимнософистов смерть была избавлением души от «тягостного сожителя — тела». В изложении Арриана, Александр отнёсся к позиции философа с уважением и приказал оставить его в покое. Также он убедил Калана присоединиться к своей свите. Согласно Плутарху, на решение Калана повлиял правитель Таксил, который до этого признал сюзеренитет Александра.
По Плутарху, Калан в завуалированной форме дал совет Александру по управлению государством, рекомендовав утвердиться в его середине и не слишком от неё удаляться. По мнению Б. Г. Гафурова и Д. И. Цибукидиса, в этом фрагменте нашёл отображение отказ уставшего от длительных походов войска продолжать завоевание Индии. Гипотетическое решение Александра идти дальше могло стоить ему империи, так как завоёванные ранее народы восстали бы против власти македонян.
При Александре было как минимум два военачальника, которых интересовала философия — Птолемей и Лисимах. Калан подружился с ними. Впоследствии, Птолемей стал распорядителем похорон философа. Перед смертью философ завещал своего коня Лисимаху. Современные историки иногда называют военачальника Александра и, впоследствии, одного из наиболее влиятельных диадохов Лисимаха учеником Калана.

## Смерть
Вдали от родины Калан заболел, впервые в своей жизни, и заявил о своём желании уйти из жизни, взойдя живым на огонь. Александру он сказал, что не хочет дожидаться пока телесные недуги заставят его умереть, а хочет уйти из жизни сейчас. Александр, по сообщениям древних авторов, сначала пытался отговорить философа от такого поступка, но в итоге решил проявить почтение к воле индийца, велев соорудить роскошный костёр. На самосожжении присутствовало большое количество людей, так как такой оригинальный способ окончить свою жизнь привлёк интерес множества рядовых воинов. Согласно античным авторам, Птолемей организовал пышную церемонию, которая включала торжественные шествия конницы и пехоты, боевых слонов. Калан был доставлен на носилках. Он простился со всеми, совершил необходимые обряды и взошёл на костёр. Сам Александр не пожелал смотреть на самосожжение, ограничившись фразой: «Он победил более могущественных противников, чем я».
Античные писатели называли разные места смерти Калана: Элиан говорил об окраине Вавилона, Страбон — о Пасаргадах. По всей видимости, самосожжение произошло в Сузах, так как в торжественном ритуале участвовали все воины, а также вернувшийся из длительного плавания Неарх. Отличаются и некоторые детали смерти Калана, но исследователи отметили несомненную близость первоисточников. При этом Калан, проявивший полное спокойствие к бушующему пламени, согласно Плутарху и Валерию Максиму, сказал, что они вскоре встретятся с Александром в Вавилоне — намекая тем самым на близкую смерть царя, которая произошла в этом городе.
На момент смерти Калану было 73 года.
Согласно античным авторам, перед смертью Калан просил царя и его приближённых устроить после его смерти весёлую пирушку. Александр приказал в честь индийского мудреца провести состязания в музыке, борьбе и гонки колесниц. Отдельным пунктом программы стало состязание в винопитии. Победителем стал воин Промах, выпивший около 13 литров неразбавленного вина. Через несколько дней он скончался. Кроме Промаха от алкогольного отравления умерли ещё 41 человек.

## Оценки
В античных источниках содержатся разные оценки Калана. Диодор Сицилийский называл Калана великим знатоком философии. Арриан и Плутарх воспринимали добровольный уход из жизни Калана проявлением его «сильной и непобедимой воли».
Арриан, со ссылкой на Мегасфена, писал о невысоком авторитете Калана среди гимнософистов. Индийские философы считали его «человеком без всякого самообладания». Также они разбранили своего товарища за то, что тот оставляет счастливую и беззаботную жизнь с ними ради службы земному владыке. Страбон, также со ссылкой на Мегасфена, назвал Калана человеком «необузданным, который превратился в раба за столом Александра». Его добровольный уход из жизни он не только посчитал безрассудным, но также отметил несоответствие поступка философскому учению гимнософистов.
Возможно, желание Александра иметь в своей свите кого-то из индийских гимнософистов связано с его любовью и интересом к философии, которая была привита ему ещё в детстве Аристотелем. По мнению Б. Г. Гафурова и Д. И. Цибукидиса, оно имело также рациональные мотивы. В отличие от жрецов Египта и Вавилона служители культа в Индии заняли враждебную позицию к завоевателям. Александр нуждался в ком-то из местных «мудрецов», который мог бы стать связующим звеном между македонянами и местными жителями разных сословий. В согласии Александра на самосожжение Калана историки усмотрели проявление уважения царя к религиям разных народов, его веротерпимость, в условиях когда большинство индийских служителей культа выступили против западных завоевателей.
И. Ш. Шифман отмечал, что хоть Калан и пользовался уважением Александра, об их беседах и степени влияния индийского философа на македонского царя практически ничего не известно. Наибольшее впечатление на современников произвела смерть Калана, что и нашло отображение у пяти античных авторов.

## Память
Одно из сочинений философа Филона Александрийского (ок. 25 до н. э. — ок. 50 н. э.) представляет собой письмо Калана Александру Македонскому. Трактат начинается процитированными у Афинея Механика словами «Мы не похожи на греческих философов, у которых в обычае тратить много слов на вещи неважные. Мы же, и о важнейших делах обыкновенно говорим очень мало, чтобы всем легко было запомнить». Многословный текст трактата с поучениями Филона от имени Калана не соответствует смыслу первоначальной фразы.
Сюжет о смерти Калана нашёл отображение в изобразительном искусстве. К нему обращались художники Нового времени Жан-Баптист де Шампань и Ж.-А. Бофор.